# Conjectura de Kepler
La Conjectura de Kepler és una conjectura ideada pel matemàtic i astrofísic alemany Johannes Kepler (1571-1630), el 1611. La conjectura diu que si apilem un conjunt d'esferes iguals, la densitat màxima es pot assolir amb una estructura piramidal de les esferes. Aquesta densitat equivaldria a un 74,04%.

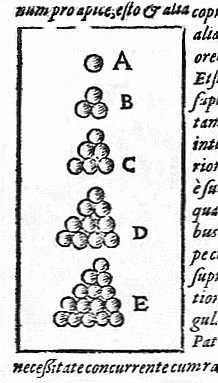
Dibuix de Strena Seu de Nive Sexangula, publicat per Johannes Kepler el 1611. El traçat mostra la Conjectura de Kepler gràficament.

## Conjectura
La conjectura es pot explicar si ens imaginem un contenidor i un conjunt d'esferes iguals, suficients com per emplenar el contenidor. Per tal de poder col·locar el major nombre d'esferes possible a dins del contenidor, hem de realitzar un càlcul perquè les esferes estiguin empaquetades com més a prop les unes de les altres, per tal d'ocupar el mínim d'espai possible.
L'experimentació demostra que llançar les esferes de manera aleatòria a dins del contenidor ens dona una densitat d'un 65%. No obstant, la Conjectura de Kepler ens demostra que, si col·loquem les esferes de la capa inferior del conjunt de forma hexagonal, i després seguim col·locant les esferes partint des dels punts més inferiors de la primera capa, podem obtenir l'empaquetament més compacta possible de les esferes. La densitat de l'empaquetament keplerià seria de:
{\displaystyle {\frac {\pi }{3{\sqrt {2}}}}=0.740480489\ldots }

## Història
El 1611, el matemàtic alemany Johannes Kepler postulà que hi havia una raó per la qual els mercaders apilaven la seva fruita de forma piramidal, i que aquesta estructura era la que permetia que els conjunts de fruita ocupessin menys espai.
El 1998, el matemàtic anglès Thomas Hales anuncià que havia demostrat la veracitat de la Conjectura de Kepler. Una comunitat de matemàtics que va comprovar la feina de Hales va anunciar que estaven "un 99% segurs" que la demostració era correcta, però que no podien garantir la veracitat dels càlculs informàtics. Per aquesta raó, la Conjectura de Kepler podria passar a ser un teorema en el futur.

## Problemes relacionats
- El teorema de Thue
- La conjectura del rusc hexagonal
- La conjectura dodecahedral
- El problema Kelvin (Estructura de Weaire-Phelan)
- Empaquetament d'esferes en dimensions més altes: en 2016, Maryna Viazovska va anunciar proves en l'empaquetament d'esferes perfectes en les dimensions de 8 i 24. No obstant això, la qüestió de l'empaquetat òptim de l'esfera en dimensions diferents a 1, 2, 3, 8 i 24[3] és encara oberta.
- La conjectura d'empaquetament d'Ulam